# Salarias nigrocinctus
Salarias nigrocinctus är en fiskart som beskrevs av Bath, 1996. Salarias nigrocinctus ingår i släktet Salarias och familjen Blenniidae. Inga underarter finns listade i Catalogue of Life.